# Naguilian (Isabela)
Naguilian é um município de  quarta classe de renda municipal (d) na província Isabela, nas Filipinas. De acordo com o censo de 1 de maio  de  2020 possui uma população de 33 788 pessoas e 8 363 domicílios.